# Егоровская (Иркутская область)
Егоровская — деревня в Аларском районе Усть-Ордынского Бурятского округа Иркутской области. Административный центр муниципального образования «Егоровск».

## География
Расположено в 15 км к юго-востоку от районного центра — посёлка Кутулик на высоте примерно 502-515 метров над уровнем моря.

## Внутреннее деление
Состоит из 10 улиц:
- Заозёрная
- Лесной переулок
- Мичурина 1-я
- Мичурина 2-я
- Нагорная
- Первомайская
- Пионерский переулок
- 40 лет Победы
- Центральная
- Школьная

## Происхождение названия
Название Егоровская отыменное или отфамильное.

## История
Населённый пункт основан в 1905 году.

## Население
| 2002 | 2010 | 2011 | 2012 |
| ---- | ---- | ---- | ---- |
| 376  | ↘353 | ↘352 | ↘338 |